# Saison 2024-2025 du Sporting Clube de Portugal
Maillots
Dernière mise à jour : 25 mai 2025.
Chronologie
Saison précédente Saison suivante
La saison 2024-2025 du Sporting CP est la 91e saison du club en Primeira Liga. Elle voit le club disputer cinq compétitions : le championnat du Portugal, la Coupe du Portugal, la Supercoupe du Portugal, la Coupe de la Ligue et la Ligue des Champions.

## Préparation d'avant-saison
Le Sporting CP reprend l'entraînement le 1er juillet 2024 au sein de son centre d'entrainement "Academia Cristiano Ronaldo" à Alcochete.  
Un stage est prévu entre le 13 et 24 juillet à Lagos en Algarve,  durant lequel deux matchs amicaux sont au programme. Les Leões (lions) vont affronter les belges de l'Union saint-gilloise, et les espagnols du Sevilla FC.
Pour ce stage, Rúben Amorim emmène un groupe de 29 joueurs:
- Gardien : Vladan Kovačević, Diogo Pinto, Diego Callai, Francisco Silva
- Défenseurs : Ricardo Esgaio, Iván Fresneda, Jeremiah St. Juste, Ousmane Diomande, Eduardo Quaresma, João Muniz, Matheus Reis, Miguel Alves, Diogo Travassos
- Milieu : Hidemasa Morita, Daniel Bragança, Dário Essugo, Mateus Fernandes, Samuel Justo
- Attaquant : Viktor Gyokeres, Marcus Edwards, Pedro Gonçalves, Francisco Trincão, Nuno Santos, Geny Catamo, Afonso Moreira, Rodrigo Ribeiro, Geovany Quenda, Rafael Nel, Mauro Couto

Le 21 juillet 2024, le groupe est rejoint par les trois internationaux ayant disputé l'Euro 2024 : Zeno Debast, Morten Hjulmand et Gonçalo Inácio.
 
Le 25 juillet 2024, le gardien international uruguayen Franco Israel est le dernier joueur à reprendre le chemin de l'entrainement à Alcochete. 
Le 27 juillet 2024, le Sporting CP affronte l'Athletic Club au Estádio José Alvalade XXI pour le trophée "Cinco Violinos".
Avant la rencontre, une cérémonie de présentation de l'effectif 2024/2025 a lieu avec 29 joueurs présentés au public :
- Gardien : Vladan Kovačević, Franco Israel, Diogo Pinto, Diego Callai
- Défenseurs : Zeno Debast, Gonçalo Inácio, Ricardo Esgaio, Iván Fresneda, Jeremiah St. Juste, Ousmane Diomande, Eduardo Quaresma, João Muniz, Matheus Reis, Diogo Travassos
- Milieu : Morten Hjulmand, Hidemasa Morita, Daniel Bragança, Dário Essugo, Mateus Fernandes
- Attaquant : Viktor Gyokeres, Marcus Edwards, Pedro Gonçalves, Francisco Trincão, Nuno Santos, Geny Catamo, Afonso Moreira, Rodrigo Ribeiro, Geovany Quenda, Rafael Nel

## Transferts

### Transferts estivaux
| Nom                     | Poste             | Type de transfert   | Montant | Provenance/Destination | Division           |
| ----------------------- | ----------------- | ------------------- | ------- | ---------------------- | ------------------ |
| Arrivées                |                   |                     |         |                        |                    |
| Vladan Kovačević        | Gardien de but    | Transfert           | 4,8 M€  | Raków Częstochowa      | Ekstraklasa        |
| Diego Callai            | Gardien de but    | Retour de prêt      | -       | CD Feirense            | Liga Portugal 2    |
| Zeno Debast             | Défenseur         | Transfert           | 15,5 M€ | RSC Anderlecht         | Jupiler Pro League |
| Ruben Vinagre           | Défenseur         | Retour de prêt      | -       | Hellas Vérone          | Serie A            |
| Sotíris Alexandrópoulos | Milieu de terrain | Retour de prêt      | -       | Olympiakós             | Superleague        |
| Mateo Tanlongo          | Milieu de terrain | Retour de prêt      | -       | Rio Ave FC             | Liga Portugal      |
| Dário Essugo            | Milieu de terrain | Retour de prêt      | -       | GD Chaves              | Liga Portugal      |
| Mateus Fernandes        | Milieu de terrain | Retour de prêt      | -       | GD Estoril-Praia       | Liga Portugal      |
| Conrad Harder           | Attaquant         | Transfert           | 19 M€   | FC Nordsjælland        | Superligaen        |
| Maximiliano Araújo      | Attaquant         | Transfert           | 13,6 M€ | Toluca FC              | Liga MX            |
| Fatawu Issahaku         | Attaquant         | Retour de prêt      | -       | Leicester City         | Premier League     |
| Afonso Moreira          | Attaquant         | Retour de prêt      | -       | Gil Vicente FC         | Liga Portugal      |
| Rodrigo Ribeiro         | Attaquant         | Retour de prêt      | -       | Nottingham Forest FC   | Premier League     |
| Jovane Cabral           | Attaquant         | Retour de prêt      | -       | Olympiakós             | Superleague        |
| Départs                 |                   |                     |         |                        |                    |
| Antonio Adán            | Gardien de but    | Fin de contrat      | -       | -                      | -                  |
| Sebastián Coates        | Défenseur         | Transfert libre     | -       | Nacional Montevideo    | Primera División   |
| Ruben Vinagre           | Défenseur         | Prêt avec OA        | -       | Legia Varsovie         | Ekstraklasa        |
| Rafael Pontelo          | Défenseur         | Prêt sans OA        | -       | Paphos FC              | Protathlima Cyta   |
| João Muniz              | Défenseur         | Prêt sans OA        | -       | Rio Ave FC             | Liga Portugal      |
| Diogo Travassos         | Défenseur         | Prêt sans OA        | -       | CF Estrela da Amadora  | Liga Portugal      |
| Luís Neto               | Défenseur         | Fin de contrat      | -       | -                      | -                  |
| Mateus Fernandes        | Milieu de terrain | Transfert           | 15 M€   | Southampton FC         | Premier League     |
| Sotíris Alexandrópoulos | Milieu de terrain | Prêt avec OA        | -       | Standard de Liège      | Jupiler Pro League |
| Koba Koindredi          | Milieu de terrain | Prêt avec OA        | -       | FC Lausanne-Sport      | Super League       |
| Mateo Tanlongo          | Milieu de terrain | Prêt avec OA        | -       | Paphos FC              | Protathlima Cyta   |
| Dário Essugo            | Milieu de terrain | Prêt sans OA        | -       | UD Las Palmas          | LaLiga             |
| Fatawu Issahaku         | Attaquant         | Transfert définitif | 17 M€   | Leicester City         | Premier League     |
| Paulinho                | Attaquant         | Transfert           | 7.75 M€ | Toluca FC              | Liga MX            |
| Jovane Cabral           | Attaquant         | Transfert           | 800 K€  | CF Estrela da Amadora  | Liga Portugal      |
| Rodrigo Ribeiro         | Attaquant         | Prêt sans OA        | -       | AVS Futebol SAD        | Liga Portugal      |
| Rafael Camacho          | Attaquant         | Fin de contrat      | -       | -                      | -                  |

### Transferts hivernaux
Le mercato d'hiver se déroule du 1er janvier 2025 au 3 février 2025 au Portugal.
| Nom              | Poste             | Type de transfert | Montant | Provenance/Destination | Division         |
| ---------------- | ----------------- | ----------------- | ------- | ---------------------- | ---------------- |
| Arrivées         |                   |                   |         |                        |                  |
| Rui Silva        | Gardien de but    | Prêt avec OAO     | -       | Real Betis             | LaLiga           |
| João Muniz       | Défenseur         | Retour de prêt    | -       | Rio Ave FC             | Liga Portugal    |
| Rafael Pontelo   | Défenseur         | Retour de prêt    | -       | Paphos FC              | Protathlima Cyta |
| Gabriel Teixeira | Attaquant         | Transfert         | 6 M€    | EC Bahia               | Brasileirão      |
| Départs          |                   |                   |         |                        |                  |
| Vladan Kovačević | Gardien de but    | Prêt sans OA      | -       | Legia Varsovie         | Ekstraklasa      |
| Ruben Vinagre    | Défenseur         | Transfert         | 2,5 M€  | Legia Varsovie         | Ekstraklasa      |
| Rafael Pontelo   | Défenseur         | Prêt sans OA      | -       | FK Auda                | Virslīga         |
| Marcus Edwards   | Milieu de terrain | Prêt avec OA      | -       | Burnley FC             | EFL Championship |

## Compétitions

### Classement
| Rang | Équipe                | Pts | J  | G  | N  | P  | Bp | Bc | Diff |
| ---- | --------------------- | --- | -- | -- | -- | -- | -- | -- | ---- |
| 1    | Sporting CP T C       | 82  | 34 | 25 | 7  | 2  | 88 | 27 | +61  |
| 2    | SL Benfica L          | 80  | 34 | 25 | 5  | 4  | 84 | 28 | +56  |
| 3    | FC Porto S            | 71  | 34 | 22 | 5  | 7  | 65 | 30 | +35  |
| 4    | SC Braga              | 66  | 34 | 19 | 9  | 6  | 55 | 30 | +25  |
| 5    | CD Santa Clara P      | 57  | 34 | 17 | 6  | 11 | 36 | 32 | +4   |
| 6    | Vitória SC            | 54  | 34 | 14 | 12 | 8  | 47 | 37 | +10  |
| 7    | FC Famalicão          | 47  | 34 | 12 | 11 | 11 | 44 | 39 | +5   |
| 8    | GD Estoril-Praia      | 46  | 34 | 12 | 10 | 12 | 48 | 53 | -5   |
| 9    | Casa Pia AC           | 45  | 34 | 12 | 9  | 13 | 39 | 44 | -5   |
| 10   | Moreirense FC         | 40  | 34 | 10 | 10 | 14 | 42 | 50 | -8   |
| 11   | Rio Ave FC            | 38  | 34 | 9  | 11 | 14 | 39 | 55 | -16  |
| 12   | FC Arouca             | 38  | 34 | 9  | 11 | 14 | 35 | 49 | -14  |
| 13   | Gil Vicente FC        | 34  | 34 | 8  | 10 | 16 | 34 | 47 | -13  |
| 14   | CD Nacional P         | 34  | 34 | 9  | 7  | 18 | 32 | 50 | -18  |
| 15   | CF Estrela da Amadora | 29  | 34 | 7  | 8  | 19 | 24 | 50 | -26  |
| 16   | AVS Futebol SAD P     | 27  | 34 | 5  | 12 | 17 | 25 | 60 | -35  |
| 17   | SC Farense            | 27  | 34 | 6  | 9  | 19 | 25 | 46 | -21  |
| 18   | Boavista FC           | 24  | 34 | 6  | 6  | 22 | 24 | 59 | -35  |

Ligue des champions 2025-2026
- 1er : Phase de ligue
- 2e : Troisième tour de qualification

Ligue Europa 2025-2026
- 3e : Phase de ligue
- 4e : Deuxième tour de qualification

Ligue Conférence 2025-2026
- 5e : Deuxième tour de qualification

Relégations
- 16e : Participation au barrage de relégation
- 17e et 18e : Relégation en Liga Portugal 2

Abréviations
- T : Tenant du titre 2023-2024
- P : Promus de la Liga Portugal 2 SABSEG 2023-2024
- S : Vainqueur de la Supercoupe du Portugal 2024
- C : Vainqueur de la Coupe du Portugal 2024-2025
- L : Vainqueur de la Coupe de la Ligue 2024-2025

| Source : Classement officiel de la Liga Portugal Betclic 2024-2025. |

1. ↑  Étant donné que les finalistes de la Coupe du Portugal de football 2024-2025, le Sporting CP et le SL Benfica, ont assuré le top 2 du championnat : la place pour la phase de ligue de la Ligue Europa réservée aux vainqueurs de la Coupe sera attribuée au troisième du championnat.
En conséquence, la place pour le deuxième tour de qualification de la Ligue Europa réservée à l'équipe classée troisième sera attribuée à l'équipe classée quatrième et la place pour le deuxième tour de qualification de la Ligue Conférence réservée à l'équipe classée quatrième sera remis à l'équipe classée cinquième.

#### Évolution du classement et des résultats
| Journée  | 1 | 2 | 3 | 4 | 5 | 6 | 7 | 8 | 9 | 10 | 11 | 12 | 13 | 14 | 15 | 16 | 17 | 18 | 19 | 20 | 21 | 22 | 23 | 24 | 25 | 26 | 27 | 28 | 29 | 30 | 31 | 32 | 33 | 34 |
| -------- | - | - | - | - | - | - | - | - | - | -- | -- | -- | -- | -- | -- | -- | -- | -- | -- | -- | -- | -- | -- | -- | -- | -- | -- | -- | -- | -- | -- | -- | -- | -- |
| Rang     | 3 | 1 | 1 | 1 | 1 | 1 | 1 | 1 | 1 | 1  | 1  | 1  | 1  | 1  | 2  | 1  | 1  | 1  | 1  | 1  | 1  | 1  | 1  | 1  | 1  | 1  | 1  | 2  | 1  | 1  | 1  | 1  | 1  | 1  |
| Résultat | V | V | V | V | V | V | V | V | V | V  | V  | D  | D  | V  | N  | V  | N  | V  | V  | V  | N  | N  | N  | V  | V  | V  | V  | N  | V  | V  | V  | V  | N  | V  |

| Légende : | V = Victoire | N = Nul | D = Défaite |

### Supercoupe du Portugal
| 3 août 2024 | Sporting CP                                                                | 3 - 4 ap              | FC Porto                                   | Estádio Municipal de Aveiro, Aveiro |                           |
| 21:15       | (Gonçalves ) Inácio 6e · (Gyökeres ) Gonçalves 9e · (Gyökeres ) Quenda 24e | (3 - 1, 3 - 3, 3 - 4) | 28e 66e Galeno · 64e González · 102e Jaime | Arbitrage : João Pinheiro           | Arbitrage : João Pinheiro |
| 21:15       | Quaresma 72e · Amorim 90+4e · Diomande 97e                                 | Rapport               | 45+2e Nico · 68e Varela · 97e Otavio       | Arbitrage : João Pinheiro           | Arbitrage : João Pinheiro |

### Coupe du Portugal

#### Demi-finales
| Équipe      | Aller | Total | Retour | Équipe     |
| ----------- | ----- | ----- | ------ | ---------- |
| Sporting CP | 2 - 0 | 4 - 1 | 2 - 1  | Rio Ave FC |

#### Finale
| Finale            | SL Benfica | 1 - 3 ap              | Sporting CP                                                               | Stade national du Jamor, Oeiras           |                                           |
| 25 mai 2025 18h15 | Kökçü 47e  | (0 - 0, 1 - 1, 1 - 2) | 90+11e (pen.) Gyökeres · 99e Harder (Trincão ) · 120+1e Trincão (Harder ) | Diffuseur : RTP1 Arbitrage : Luís Godinho | Diffuseur : RTP1 Arbitrage : Luís Godinho |
| 25 mai 2025 18h15 | Rapport    |                       |                                                                           | Diffuseur : RTP1 Arbitrage : Luís Godinho | Diffuseur : RTP1 Arbitrage : Luís Godinho |

### Coupe de la ligue

#### Final Four
| Finale          | Sporting CP                                                       | 1 - 1             | SL Benfica                                                                   | Estádio Dr. Magalhães Pessoa, Leiria           |                                                |
| 11 janvier 2025 | Gyökeres 42e (pen.)                                               | (1 - 1)           | 29e Schjelderup                                                              | Spectateurs : 20 736 Arbitrage : João Pinheiro | Spectateurs : 20 736 Arbitrage : João Pinheiro |
| 11 janvier 2025 | Rapport                                                           |                   |                                                                              | Spectateurs : 20 736 Arbitrage : João Pinheiro | Spectateurs : 20 736 Arbitrage : João Pinheiro |
| 11 janvier 2025 | Gyökeres · Hjulmand · Harder · Araújo · Debast · Quenda · Trincão | Tirs au but 6 - 7 | Di María · Amdouni · Otamendi · Aktürkoğlu · Sanches · Barreiro · Florentino | Spectateurs : 20 736 Arbitrage : João Pinheiro | Spectateurs : 20 736 Arbitrage : João Pinheiro |

### Ligue des champions

#### Phase de ligue
Le tirage au sort pour la phase de ligue de la Ligue des champions de l'UEFA 2024-2025 a lieu le 29 août 2024.

Le Sporting CP reçoit le LOSC Lille, Manchester City, Arsenal FC et Bologne FC. Et se déplace pour affronter le PSV Eindhoven, Sturm Graz, Club Bruges et le RB Leipzig.

#### Barrages de la phase à élimination directe
| Équipe      | Aller | Total | Retour | Équipe            |
| ----------- | ----- | ----- | ------ | ----------------- |
| Sporting CP | 0 - 3 | 0 - 3 | 0 - 0  | Borussia Dortmund |

## Effectif professionnel actuel
Le premier tableau liste l'effectif professionnel du Sporting CP pour la saison 2024-2025. Le second tableau recense les prêts effectués par le Sporting CP lors de cette même saison.

## Statistiques

### Buteurs & Passeurs
| Rang | Joueur             | Liga | SCP | CDP | CDL | LDC | Total |
| ---- | ------------------ | ---- | --- | --- | --- | --- | ----- |
| 1    | Viktor Gyökeres    | 39   | 0   | 5   | 4   | 6   | 54    |
| 2    | Francisco Trincão  | 9    | 0   | 2   | 0   | 0   | 11    |
| 2    | Conrad Harder      | 5    | 0   | 5   | 0   | 1   | 11    |
| 4    | Geny Catamo        | 5    | 0   | 1   | 0   | 1   | 7     |
| 5    | Pedro Gonçalves    | 5    | 1   | 0   | 0   | 0   | 6     |
| 5    | Gonçalo Inácio     | 3    | 1   | 1   | 0   | 1   | 6     |
| 7    | Daniel Bragança    | 3    | 0   | 0   | 0   | 1   | 4     |
| 7    | Maximiliano Araújo | 3    | 0   | 0   | 0   | 1   | 4     |
| 9    | Iván Fresneda      | 3    | 0   | 0   | 0   | 0   | 3     |
| 9    | Geovany Quenda     | 2    | 1   | 0   | 0   | 0   | 3     |
| 9    | Morten Hjulmand    | 2    | 0   | 0   | 1   | 0   | 3     |
| 12   | Hidemasa Morita    | 2    | 0   | 0   | 0   | 0   | 2     |
| 12   | Ousmane Diomande   | 2    | 0   | 0   | 0   | 0   | 2     |
| 12   | Zeno Debast        | 0    | 0   | 1   | 0   | 1   | 2     |
| 15   | Eduardo Quaresma   | 1    | 0   | 0   | 0   | 0   | 1     |
| 15   | João Simões        | 1    | 0   | 0   | 0   | 0   | 1     |
| 15   | Ricardo Esgaio     | 0    | 0   | 1   | 0   | 0   | 1     |
| 15   | Nuno Santos        | 0    | 0   | 0   | 0   | 1   | 1     |
|      | Marcus Edwards     | 1    | 0   | 2   | 0   | 0   | 3     |

| Rang | Joueur             | Liga | SCP | CDP | CDL | LDC | Total |
| ---- | ------------------ | ---- | --- | --- | --- | --- | ----- |
| 1    | Francisco Trincão  | 14   | 0   | 2   | 0   | 1   | 17    |
| 2    | Viktor Gyökeres    | 7    | 2   | 3   | 0   | 0   | 12    |
| 3    | Daniel Bragança    | 4    | 0   | 3   | 0   | 2   | 9     |
| 4    | Conrad Harder      | 5    | 0   | 2   | 0   | 0   | 7     |
| 4    | Geovany Quenda     | 4    | 0   | 1   | 1   | 1   | 7     |
| 6    | Pedro Gonçalves    | 3    | 1   | 0   | 0   | 2   | 6     |
| 7    | Maximiliano Araújo | 4    | 0   | 0   | 0   | 1   | 5     |
| 8    | Zeno Debast        | 3    | 0   | 0   | 0   | 1   | 4     |
| 9    | Hidemasa Morita    | 3    | 0   | 0   | 0   | 0   | 3     |
| 9    | Geny Catamo        | 2    | 0   | 0   | 0   | 1   | 3     |
| 11   | Gonçalo Inácio     | 2    | 0   | 0   | 0   | 0   | 2     |
| 11   | Matheus Reis       | 2    | 0   | 0   | 0   | 0   | 2     |
| 11   | Morten Hjulmand    | 2    | 0   | 0   | 0   | 0   | 2     |
| 14   | Nuno Santos        | 0    | 0   | 1   | 0   | 0   | 1     |
| 14   | João Simões        | 0    | 0   | 0   | 0   | 1   | 1     |

En italique, les joueurs partis en cours de saison.

## Affluence

### Meilleures affluences de la saison
| Rang | Match                               | Score   | Journée  | Date              | Affluence |
| ---- | ----------------------------------- | ------- | -------- | ----------------- | --------- |
| 1    | Sporting CP - Vitória SC            | 2 - 0   | J34      | 17 mai 2025       | 49 155    |
| 2    | Sporting CP - SL Benfica            | 1 - 0   | J16      | 29 décembre 2024  | 48 076    |
| 3    | Sporting CP - Manchester City FC    | 4 - 1   | LDC J4   | 5 novembre 2024   | 47 453    |
| 4    | Sporting CP - Arsenal FC            | 1 - 5   | LDC J5   | 26 novembre 2024  | 47 386    |
| 5    | Sporting CP - FC Porto              | 2 - 0   | J4       | 31 août 2024      | 46 413    |
| 6    | Sporting CP - SC Braga              | 1 - 1   | J28      | 7 avril 2025      | 45 626    |
| 7    | Sporting CP - Gil Vicente FC        | 2 - 1   | J32      | 4 mai 2025        | 44 666    |
| 8    | Sporting CP - Moreirense FC         | 3 - 1   | J30      | 18 avril 2025     | 44 558    |
| 9    | Sporting CP - AVS Futebol SAD       | 3 - 0   | J6       | 22 septembre 2024 | 43 039    |
| 10   | Sporting CP - SC Farense            | 3 - 1   | J20      | 2 février 2025    | 43 023    |
| 11   | Sporting CP - Casa Pia AC           | 2 - 0   | J8       | 5 octobre 2024    | 42 887    |
| 12   | Sporting CP - CD Nacional           | 2 - 0   | J19      | 25 janvier 2025   | 42 420    |
| 13   | Sporting CP - FC Famalicão          | 3 - 1   | J26      | 15 mars 2025      | 41 791    |
| 14   | Sporting CP - CD Santa Clara        | 0 - 1   | J12      | 30 novembre 2024  | 41 681    |
| 15   | Sporting CP - Borussia Dortmund     | 0 - 3   | LDC B    | 11 février 2025   | 41 543    |
| 16   | Sporting CP - CF Estrela da Amadora | 5 - 1   | J10      | 1er novembre 2024 | 41 282    |
| 17   | Sporting CP - LOSC Lille            | 2 - 0   | LDC J1   | 17 septembre 2024 | 41 024    |
| 18   | Sporting CP - FC Arouca             | 2 - 2   | J22      | 15 février 2025   | 39 258    |
| 19   | Sporting CP - Rio Ave FC            | 3 - 1   | J1       | 9 août 2024       | 38 513    |
| 20   | Sporting CP - Bologne FC            | 1 - 1   | LDC J8   | 29 janvier 2025   | 37 328    |
| 21   | Sporting CP - GD Estoril-Praia      | 3 - 1   | J24      | 3 mars 2025       | 36 505    |
| 22   | Sporting CP - Amarante FC           | 6 - 0   | CDP 1/16 | 22 novembre 2024  | 36 074    |
| 23   | Sporting CP - Boavista FC           | 3 - 2   | J14      | 14 décembre 2024  | 34 094    |
| 24   | Sporting CP - CD Nacional           | 3 - 1   | CDL QF   | 29 octobre 2024   | 32 622    |
| 25   | Sporting CP - Rio Ave FC            | 2 - 0   | CDP 1/2  | 3 avril 2025      | 30 038    |
| 26   | Sporting CP - CD Santa Clara        | 2 - 1ap | CDP 1/8  | 18 décembre 2024  | 27 120    |

### Affluences par journée
Ce graphique représente le nombre de spectateurs présents au Estádio José Alvalade XXI lors de chaque match à domicile.